# (18413) Adamspencer
(18413) Adamspencer est un astéroïde de la ceinture principale.

## Description
(18413) Adamspencer est un astéroïde de la ceinture principale. Il fut découvert le 13 juin 1993 à Siding Spring par Robert H. McNaught. Il présente une orbite caractérisée par un demi-grand axe de 3,05 UA, une excentricité de 0,12 et une inclinaison de 11,2° par rapport à l'écliptique.

## Compléments